# アーノルド・ヴォスルー
アーノルド・ヴォスルー（Arnold Vosloo, 1962年6月16日 - ）は、アメリカ合衆国の俳優。南アフリカ共和国・プレトリア出身。

## 来歴

### デビュー以前
南アフリカのプレトリア地区に生まれる。オランダ系（アフリカーナー）とドイツ系の血を引く。両親共に舞台俳優。父親はアルバートン街でドライブインシアターを経営していた。高校卒業後に兵役に就き、退役後にプレトリア工芸学校（the Pretoria Technikon）に進学しドラマ科で学んだ。

### デビュー後
南アフリカの舞台にて『ハムレット』などに出演、高い評価を得る。1984年から映画にも出始める。テレビドラマのゲスト出演やB級映画（主に悪役）を経て、1999年の『ハムナプトラ/失われた砂漠の都』でのイムホテップ役で強烈な印象を残した。
ドラマ『24 -TWENTY FOUR-』の第4シーズンでは悪役のハビーブ・マルワンとして登場している。また『Boiling Point: Road to Hell』というFPSでは、誘拐された娘を救出する主人公Saul Myers役で登場している。

### 私生活
1988年、『地獄の戦闘艇バラクーダ』などで共演したナンシー・マルフォードと結婚し、同年アメリカ国籍を取得。3年後に離婚している。

1998年、マーケティングディレクターの女性と再婚。夫婦でIFAW（国際動物福祉基金）の活動にも力を入れている。

## 主な出演作品

### 映画
| 公開年 放映年 | 邦題 原題                                                               | 役名                     | 備考       |
| ------------- | ----------------------------------------------------------------------- | ------------------------ | ---------- |
| 1987          | タイムスリップTOゴア Gor                                                | ノーマン                 |            |
| 1987          | スティール・ドーン/太陽の戦士 Steel Dawn                                | Makker                   |            |
| 1987          | 壮絶!人質奪還/戦闘プロフェッショナル Skeleton Coast                     | ブレイド                 |            |
| 1989          | リベンジャー The Revenger                                               | マッキー                 |            |
| 1990          | リーズン・トゥ・ダイ/ニューヨーク殺人特急 Reason to Die                 | ウィルソン               |            |
| 1990          | ルタンガ発、トップ・シークレット The Rutanga Tapes                      | アサド                   |            |
| 1990          | エドガー・アラン・ポー/早すぎた埋葬 Buried Alive                        | ケン・ウェイド           |            |
| 1990          | 地獄の戦闘艇バラクーダ Act of Piracy                                    | ショーン・スティーヴンス |            |
| 1992          | 1492 コロンブス 1492: Conquest of Paradise                              | エルナンド・デ・ゲバラ   |            |
| 1993          | ハード・ターゲット Hard Target                                          | ピク・ヴァン・クリーヴ   |            |
| 1995          | ダークマン2 Darkman II: The Return of Durant                            | ダークマン               | ビデオ作品 |
| 1996          | ダークマン3 Darkman III: Die Darkman Die                                | ダークマン               | ビデオ作品 |
| 1997          | ゼウス&ロクサーヌ/イルカにのった犬 Zeus and Roxanne                     | クロード・カーヴァー     |            |
| 1998          | ラフドラフト/殺人実況報道 Rough Draft                                   | ステファン               |            |
| 1998          | スピーシーズ リターン/種の終焉 Progeny                                  | クレイグ・バートン博士   |            |
| 1999          | ハムナプトラ/失われた砂漠の都 The Mummy                                 | イムホテップ             |            |
| 2001          | ハムナプトラ2/黄金のピラミッド The Mummy Returns                        | イムホテップ             |            |
| 2002          | ソード オブ・ザ ファンタジー 勇者と聖なる剣 Warrior Angels              | ルーク                   |            |
| 2002          | レッドフォン Mission 1 暗殺計画を阻止せよ The Red Phone: Manhunt        | ウォルフ                 | テレビ映画 |
| 2002          | グローバル・エフェクト Global Effect                                    | リチャード・ヒューム博士 |            |
| 2003          | エージェント・コーディ Agent Cody Banks                                 | フランソワ・モレイ       |            |
| 2003          | エイリアン・インベージョン Endangered Species                           | Warden                   |            |
| 2003          | レッドフォン Mission 2 プルトニウムを追え The Red Phone: Checkmate      | ウォルフ                 | テレビ映画 |
| 2004          | メルトダウン Meltdown                                                   | Khalid / Sands           | テレビ映画 |
| 2006          | 死亡特急 Im Auftrag des Vatikans                                        | レナート                 | テレビ映画 |
| 2006          | ブラッド・ダイヤモンド Blood Diamond                                    | コッツィー大佐           |            |
| 2007          | 12デイズ Hidden Camera                                                  | ナタス                   | テレビ映画 |
| 2007          | エドワード・ファーロングの バンク・ジョブ/凶弾殺人 Living & Dying       | リック・デヴリン刑事     |            |
| 2008          | オデュッセウス Odysseus & the Isle of Mists                             | オデュッセウス           |            |
| 2008          | ドラゴン・スレイヤー 炎の竜と氷の竜 Fire and Ice: The Dragon Chronicles | オーガスティン王         | テレビ映画 |
| 2009          | G.I.ジョー G.I.Joe:The Rise of Cobra                                    | ザルタン                 |            |
| 2013          | G.I.ジョー バック2リベンジ G.I. Joe: Retaliation                        | ザルタン                 |            |
| 2015          | シャーク・キラー Shark Killer                                           | ニックス                 |            |

### テレビシリーズ
| 放映年    | 邦題 原題                                                            | 役名                   | 備考                                       |
| --------- | -------------------------------------------------------------------- | ---------------------- | ------------------------------------------ |
| 1996      | 刑事ナッシュ・ブリッジス Nash Bridges                                | アレックス             | 第1シリーズ 第1話 "狙われた半導体"         |
| 1999      | ストレンジ・ワールド Strange World                                   | ダークヘアの男         | 3エピソード                                |
| 2000      | チャームド Charmed                                                   | ダークライター         | 第2シリーズ 第38話 "対決！黒の守護者"      |
| 2003-2004 | Veritas: The Quest                                                   | ヴィンセント           | 13エピソード                               |
| 2004      | エイリアス Alias                                                     | ジスマン               | 第3シリーズ 第12話 "北からの脱出"          |
| 2005      | 24 -TWENTY FOUR- 24                                                  | ハビーブ・マルワン     | 第4シーズン、17エピソードにゲスト出演      |
| 2007      | SHARK カリスマ敏腕検察官 Shark                                       | アンドレ・ジトフスキー | 第2シリーズ 第1話 "新チーム始動"           |
| 2009      | CHUCK/チャック Chuck                                                 | ヴィンセント・スミス   | 第2シーズン、3エピソードにゲスト出演       |
| 2009-2010 | NCIS ～ネイビー犯罪捜査班 NCIS: Naval Criminal Investigative Service | アミット・ハダール     | 3エピソード                                |
| 2010      | サイク/名探偵はサイキック? Psych                                     | J.T. ワーリング        | 第4シリーズ 第12話 "A Very Juliet Episode" |
| 2011      | BONES Bones                                                          | ジェイコブ・ブロツキー | 3エピソード                                |
| 2013      | エレメンタリー ホームズ&ワトソン in NY Elementary                    | テオフィラス           | 第1シリーズ 第24話 "傷だらけのヒーロー"    |
| 2014      | CRISIS～完全犯罪のシナリオ～ CRISIS                                  | ジェイコブ・フリース   | 2エピソード                                |
| 2015      | GRIMM/グリム GRIMM                                                   | ジョナサン             | 第4シリーズ 第12話 "賞金稼ぎ"              |
| 2016      | クリミナル・マインド 国際捜査班 CRIMINAL MINDS Beyond Borders        | アーマンド・スミット   | 第1シリーズ 第10話 "Iqiniso"               |
| 2017      | BOSCH/ボッシュ BOSCH                                                 | ルディ・タフェロ       | 9エピソード                                |
| 2019      | ジャック・ライアン Jack Ryan                                         | ヨスト・ヴァンダービル | 5エピソード                                |

## 参照
1. ↑  “Arnold Vosloo Biography (1962-)”. filmreference.com (2012年). 2012年4月7日閲覧。